# Pearl GTL
Pearl GTL est un site de production, de transformation et de synthèse de gaz naturel basée à Ras Laffan, au Qatar. Il convertit du gaz naturel en GTL. Il s'agit de la plus grande usine de GTL au monde,. La première exploitation commerciale de Pearl GTL a commencé le 13 juin 2011.

## Caractéristiques techniques
Lors de la mise en route de sa pleine capacité en 2012, le pôle industriel de Pearl GTL permettra de convertir chaque jour (45 × 106 m3) de gaz naturel en 140 000 barils de pétrole et de convertir 120 000 barils de pétrole par jour (22 × 103 m3/j) en Gaz naturel liquéfié et éthane. L'automatisation du processus intégré et du système de contrôle de l'usine principale et le parc de stockage complet seront conçus et mis en œuvre par Honeywell, tandis que le parc de stockage et les postes de chargement seront conçus et mis en œuvre par Invensys. Page Europa a été sollicité comme intégrateur du système global de télécommunications à la fois onshore et offshore. Le Groupe ABB a été retenu pour fournir tous les systèmes électriques et de contrôle. La première ligne de production sera mise en service en 2010, suivi par la deuxième ligne de production en 2011,.
Les entrepreneurs principaux sont  KBR et JGC Corporation. Les autres sous-traitants sont McDermott International, Chicago Bridge & Iron Company, Consolidated Contractors Company et Descon Engineering Limited. Les pompes pour le procédé sont fournis par Flowserve Corporation, les pompes à injection de produits chimiques le sont par LEWA Allemagne et huit trains de turbomachines pour les systèmes de séparation de l'air sont fournis par The Linde Group. Six réacteurs pour le procédé Fischer-Tropsch sont fournis par MAN SE,.
Le projet Pearl GTL s'appuie sur les fondements du projet GTL à plus petite échelle de Bintulu, Malaisie, qui a été en opération depuis 1993. 
L'usine devrait atteindre la pleine production à la mi-2012.

## Coût
En 2003, le coût du projet avait été estimé à 5 milliards de dollars. Cependant, après avoir fait face à une escalade énorme des coûts il a été achevé à 18 milliards de dollars en 2007 et, selon Qatar Petroleum sources, le cout final du projet est attendu à $24milliards. Puisque le contrat avec Shell prévoit de fournir gratuitement le gaz d'entrée, le projet a été calculé pour être viable dès que le prix du pétrole dépasse 40 $.

## Sociétés chargées du projet
Le projet est un accord de partage de production (PSA) entre Qatar Petroleum et Shell.

## Carburant GTL
Les principaux produits de l'usine de Pearl GTL sont le naphta et les carburants destinés aux transport, ainsi que des paraffines et  huiles lubrifiantes comme sous-produits du processus. Le carburant GTL pour le transport peut être utilisé pour les moteurs diesel lourds et a montré avoir un certain nombre d'avantages, tels que la réduction des émissions et l'amélioration des performances du moteur.